# Люблінська губернія
Люблінська губернія (рос. Люблинская губерния, пол. Gubernia lubelska) — історична адміністративно-територіальна одиниця, одна з губерній Царства Польського в складі Російської імперії. Значну частку населення губернії становили українці.

## Історія
Утворена 1837 року з Люблінського воєводства. В 1842 році Пулавський повіт перейменовано на Новоолександрійський. В 1844 році приєднана територія ліквідованої Підляської губернії, яка в 1867 році була виділена як Седлецька губернія.
В 1912 році до Люблінської губернії була приєднана частина ліквідованої Седлецької губернії (Гарволінський, Луківський, Седлецький, Соколівський повіти, частково Радинський і фрагменти Константинівського і Володавського), а з частини Люблінської губернії (Білгорайський, Холмський, Грубешівський, Томашівський, Замостський повіти і частково Красноставський і Любартівський) утворена Холмська губернія.

## Адміністративний поділ
З 1867 до 1912 року поділялась на 10 повітів:
| № п/п | Повіт                | Повітове місто             | Площа, верст² | Населення (1897), осіб |
| ----- | -------------------- | -------------------------- | ------------- | ---------------------- |
| 1     | Білгорайський        | м. Білгорай (5 846 осіб)   | 1 500,8       | 96 332                 |
| 2     | Грубешівський        | м. Грубешів (10 639 осіб)  | 1 291,3       | 101 392                |
| 3     | Замостський          | м. Замостя (14 705 осіб)   | 1 569,6       | 119 783                |
| 4     | Красниставський      | м. Красностав (9 846 осіб) | 1 329,3       | 100 655                |
| 5     | Любартівський        | м. Любартів (5 237 осіб)   | 1 200,4       | 86 894                 |
| 6     | Люблінський          | м. Люблін (50 385 осіб)    | 1 601,3       | 156 732                |
| 7     | Новоолександрійський | м. Пулави (8 617 осіб)     | 1 491,9       | 145 362                |
| 8     | Томашівський         | м. Томашів (6 233 осіб)    | 1 213,4       | 98 783                 |
| 9     | Холмський            | м. Холм (18 452 осіб)      | 1 865,9       | 137 585                |
| 10    | Янівський            | м. Янів (7 919 осіб)       | 1 725,5       | 117 144                |

Площа — 16,9 тис. км². Населення — 1 341 тис. осіб (1905). Найбільші міста — Люблін, Замостя, Холм (до 1912).

## Населення

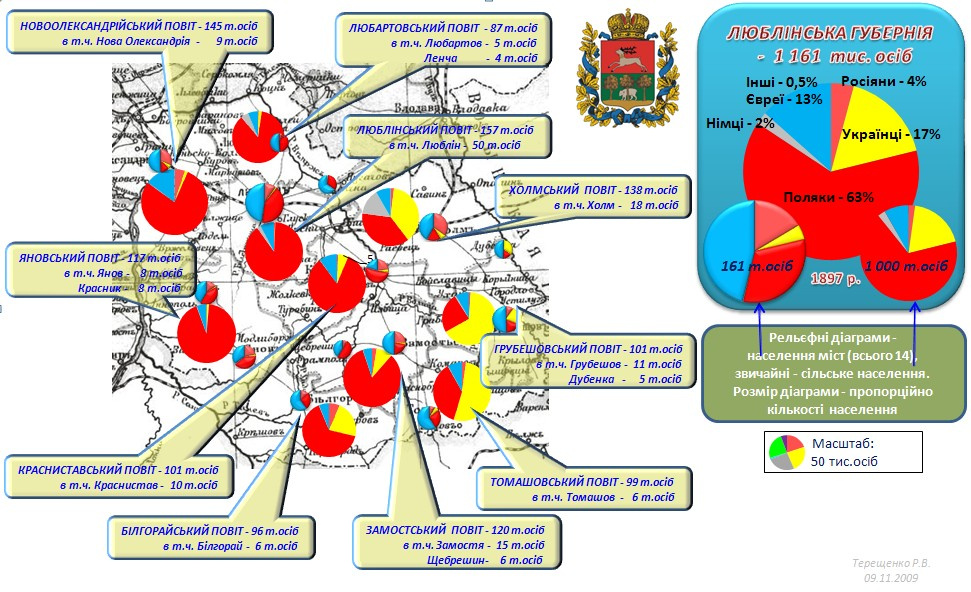
Населення Люблінської губернії. 1897 р.

Частка українськомовного населення в повітах Люблінської губернії за даними перепису населення 1897 року

У 1838 році чисельність населення губернії становило 530 199 осіб, з них 343 729 римо-католиків (64,83 %), 124 388 греко-католиків (23,46 %), 60 946 євреїв (11,49 %). Налічувалося 135 греко-католицьких парафій (12 деканатів Холмської єпархії), 123 римо-католицьких парафій (12 деканатів), 38 єврейських кагалів і 1 православна парафія.
У 1864 році в губернії налічувалося 103 міста, 656 сільських гмін, 3543 сіл, 1317 фільварків і 321 інше поселення. Населення становило 1 008 916 осіб, з них 638 583 римо-католиків, 216 093 греко-католиків, 142 975 юдеїв, 8605 лютеран, 2256 православних, 150 мусульман, 254 інших релігій. Вміло читати та писати 106 818 осіб (10,59 %), мало вищу освіту 19 204 осіб (1,90 %). Розподіл за професіями був: рільництво — 727 476 осіб (72,10 %), ремісництво та фабрики — 75 959 осіб (7,53 %), торгівля — 37 437 осіб (3,71 %), іншою діяльністю — 168 044 осіб (16,66 %).
Релігійна мережа в 1864 році була представлена однією дієцезією греко-католицької церкви (Холмською), двома дієцезіями римо-католицької церкви (Люблінською та Підляською), одним деканатом православної церкви, євангельськими, єврейськими та мусульманськими громадами. До Холмської греко-католицької дієцезії належало 24 деканатів з 265 парафіями, у яких було 318 церков, 4 монастирі, 48 каплиць, 495 цвинтарів, 48 прицерковних початкових шкіл. Римо-католицька церква мала 267 костелів, 41 монастир, 75 каплиць, 376 цвинтарів. Люблінська дієцезія РКЦ мала 12 деканатів з 131 парафією, Підляська — 10 деканатів з 118 парафіями. Православний деканат мав 5 парафій з 9 церквами, 1 монастирем, 3 каплицями та 9 цвинтарями. Налічувалося 5 євангельських парафій, у яких було 2 храми, 6 домів молитви, 2 каплиці та 23 цвинтарі. Було 86 єврейських громад з 98 синагогами, 92 домами молитви та 88 лазнями. Крім того, у Студзянці діяла мусульманська мечеть.
За даними етнографічної експедиції 1869—1870 років під керівництвом Павла Чубинського, у губернії проживало 156 488 українськомовних: 124 191 українськомовний греко-католик, 29 568 українськомовних римо-католиків, 8 733 польськомовних греко-католиків і 652 греко-католики, які розмовляли і українською, і польською.
За працею російського військового статистика Олександра Ріттіха «Племенной состав контингентов русской армии и мужского населения Европейской России» 1875 року частка українців серед чоловіків призовного віку губернії становила 35,2 %, поляків — 49,6 %, євреїв — 14 %, німців — 0,9 %, росіян — 0,1 %, циган — 0,01 %, татар — 0,0003 %.
За переписом населення Російської імперії 1897 року в губернії проживало 1 160 662 особи (589 961 чоловік і 570 701 жінка). Найбільші міста — Люблін (50 385 осіб), Холм (18 452 осіб), Замостя (14 705 осіб), Грубешів (10 639 осіб), Красностав (9846 осіб), Красник (8257 осіб), Янів (7919 осіб), Томашів (6233 осіб), Щебрешин (6122 осіб), Білгорай (5846 осіб), Любартів (5237 осіб), Дубенка (4799 осіб), Ленчна (3767 осіб). Розподіл населення за мовою згідно з переписом 1897 року:
| Мова       | Осіб      | Відсоток |
| ---------- | --------- | -------- |
| польська   | 729 529   | 62,85 %  |
| українська | 196 476   | 16,93 %  |
| єврейська  | 155 398   | 13,39 %  |
| російська  | 47 912    | 4,13 %   |
| німецька   | 25 972    | 2,24 %   |
| інші       | 5 375     | 0,46 %   |
| Разом      | 1 160 662 | 100 %    |

У повітах національний склад був таким:
| Розподіл населення в повітах губернії за національністю (перепис 1897 року) | Розподіл населення в повітах губернії за національністю (перепис 1897 року) | Розподіл населення в повітах губернії за національністю (перепис 1897 року) | Розподіл населення в повітах губернії за національністю (перепис 1897 року) | Розподіл населення в повітах губернії за національністю (перепис 1897 року) | Розподіл населення в повітах губернії за національністю (перепис 1897 року) | Розподіл населення в повітах губернії за національністю (перепис 1897 року) |
| Повіт                                                                       | Поляки                                                                      | Українці                                                                    | Євреї                                                                       | Росіяни                                                                     | Німці                                                                       |                                                                             |
| --------------------------------------------------------------------------- | --------------------------------------------------------------------------- | --------------------------------------------------------------------------- | --------------------------------------------------------------------------- | --------------------------------------------------------------------------- | --------------------------------------------------------------------------- | --------------------------------------------------------------------------- |
| Білгорайський                                                               | 62.7 %                                                                      | 20.8 %                                                                      | 9.3 %                                                                       | 6.9 %                                                                       | …                                                                           |                                                                             |
| Грубешівський                                                               | 23.1 %                                                                      | 59.6 %                                                                      | 14.5 %                                                                      | 1.9 %                                                                       | …                                                                           |                                                                             |
| Замостський                                                                 | 73.9 %                                                                      | 7.7 %                                                                       | 12.2 %                                                                      | 5.6 %                                                                       | …                                                                           |                                                                             |
| Красниставський                                                             | 80.3 %                                                                      | 5.5 %                                                                       | 10.9 %                                                                      | 2.8 %                                                                       | …                                                                           |                                                                             |
| Любартівський                                                               | 81.5 %                                                                      | 1.8 %                                                                       | 11.6 %                                                                      | …                                                                           | 4.3 %                                                                       |                                                                             |
| Люблінський                                                                 | 73.5 %                                                                      | …                                                                           | 20.3 %                                                                      | 3.5 %                                                                       | 1.7 %                                                                       |                                                                             |
| Новоолександрійський                                                        | 73.5 %                                                                      | 1.7 %                                                                       | 16.6 %                                                                      | 6.5 %                                                                       | …                                                                           |                                                                             |
| Томашівський                                                                | 36.5 %                                                                      | 49.5 %                                                                      | 11.1 %                                                                      | 2.5 %                                                                       | …                                                                           |                                                                             |
| Холмський                                                                   | 34.5 %                                                                      | 33.4 %                                                                      | 12.7 %                                                                      | 6.3 %                                                                       | 12.7 %                                                                      |                                                                             |
| Янівський                                                                   | 84.5 %                                                                      | 1.2 %                                                                       | 9.9 %                                                                       | 2.8 %                                                                       | …                                                                           |                                                                             |
| По губернії                                                                 | 62.9 %                                                                      | 16.9 %                                                                      | 13.4 %                                                                      | 4.1 %                                                                       | 2.2 %                                                                       |                                                                             |

Розподіл населення за релігією згідно з переписом 1897 року:
| Віросповідання            | Осіб      | Відсоток |
| ------------------------- | --------- | -------- |
| римо-католики             | 726 952   | 62,63 %  |
| православні та єдиновірці | 248 061   | 21,37 %  |
| юдеї                      | 156 221   | 13,46 %  |
| лютерани                  | 26 930    | 2,32 %   |
| баптисти                  | 1348      | 0,12 %   |
| мусульмани                | 464       | 0,04 %   |
| старообрядці              | 402       | 0,03 %   |
| інші                      | 284       | 0,02 %   |
| Разом                     | 1 160 662 | 100 %    |

Згідно з переписом 1897 року в Люблінській губернії налічувалося 25 891 римо-католиків, які зазначили рідною мовою «руську мову» (російську, українську чи білоруську). 17 квітня 1905 року російський імператор Микола II видав указ «Про зміцнення початків віротерпимості», який проголошував релігійну терпимість та дозволив змінювати конфесію. Як наслідок, у 1905—1909 роках у Люблінській губернії з православ'я у римо-католицтво перейшло 50 246 осіб.